# Argyronympha denya
Argyronympha denya är en fjärilsart som beskrevs av Hans Fruhstorfer 1911. Argyronympha denya ingår i släktet Argyronympha och familjen praktfjärilar. Inga underarter finns listade i Catalogue of Life.